# Юность (стадион, Львов)
«Юность» — футбольный и регбийный стадион во Львове, расположенный в Парке культуры и отдыха имени Хмельницкого. Вместимость 5 тысяч человек. Является домашней ареной регбийной команды «Сокол». С 2012—2013 стадион стал местом проведения домашних матчей команды по американскому футболу «Львовские Львы».

## История
Был открыт в 1962 году. На нём выступали ранее львовские футбольные команды «Динамо» и «Львов» (1992 года образования). Сейчас стадион является ареной для регби-15.
Перед Евро-2012 стадион планировалось сделать тренировочной базой для некоторых команд. С 2009 года постепенно реконструируется (устанавливаются пластиковые сидения).

## Адрес
Львов, улица Болгарская, дом 4.